# Le Seuil du vide
Le Seuil du vide és una pel·lícula de cinema fantàstic francesa de Jean-François Davy, produïda el 1971 però estrenada el 1974, amb un guió basat en la novel·la d'André Ruellan.

## Sinopsi
Wanda, una jove pintora, marxa a París per fer carrera. Una anciana li ofereix llogar un pis. És una petita habitació moblada amb una porta tancada. Aconsegueix obrir la porta, però es pregunta si són somnis, visions o realitat.
Un galerista li proposa exposar els seus quadres. Ell la convida a una festa on pot conèixer gent i fer amics. Però aquesta festa és una mena de ball de disfresses estrany en un castell. Wanda és segrestada, es desperta i fuig del castell.

## Repartiment
- Dominique Erlanger: Wanda Leibowitz
- Odette Duc: Léonie
- Catherine Rich: Mona
- Michel Lemoine: Franck, l'amant de Wanda
- Jean Servais: De Gournais, el director de la galeria
- Pierre Vaneck: Dr. Liancourt
- Georgette Anys: La mare de Wanda
- Arlette Emmery: la infermera
- Claude Melki: El barman
- Jean-François Davy: el pintor trencat
- Liza Braconnier
- Jean Droze
- Adrien Forge
- Philippe Gasté
- Karine Jeantet
- Yvon Lec
- Roger Lumont
- Paul Pavel
- André Tomasi
- Roland Topor: Home al metro

## Comentari
Le Seuil du vide s'ha comparat amb pel·lícules de Roman Polanski com ara La llavor del diable o Le Locataire (de Roland Topor, que fa una aparició a Le Seuil du vide).
El director va fer llegir el guió a Arletty, a qui volia veure actuar a la pel·lícula. Tot i les nombroses trobades, això no passa. En aquesta etapa de la seva vida, Arlette encara volia semblar una actriu, tot i que havia deixat d'actuar, explica.